# Lijst van burgemeesters van Tiel
Dit is een lijst van burgemeesters van de Nederlandse gemeente Tiel in de provincie Gelderland.

## Voor 1800
| Ambtstermijn      | Naam burgemeester                      | Partij of stroming |
| ----------------- | -------------------------------------- | ------------------ |
| 1328 - ...        | eerste burgemeester van Tiel           |                    |
| 1432              | Arnt van Drueten                       |                    |
| 1467 - ...        | Franck Pieck                           |                    |
| 1494 - 1495       | Jacob van IJzendoorn Pieck             |                    |
| 1534 - ...        | Gijsbert Costens Pieck                 |                    |
| 16e eeuw          | Johan die Roever                       |                    |
| 1579 - ...        | Willem de Wit                          |                    |
| 17e eeuw          | Herbert van Oyen                       |                    |
| 17e eeuw          | Jan van Ommeren                        |                    |
| 17e eeuw          | Cornelis van Lingen                    |                    |
| 17e eeuw          | Gerrit van Maren                       |                    |
| 17e eeuw          | Johan Willem van Lidth de Jeude        |                    |
| 17e eeuw          | Rutger Adriaen de Man                  |                    |
| 17e eeuw          | Adriaen Bouwensch                      |                    |
| 17e eeuw          | Otto van Wijhe                         |                    |
| 1666 ~ 1679       | Albert van Lidth de Jeude              |                    |
| 1675 -            | Johan Carel van Bodeck                 |                    |
| 1681 - 1683       | Diederik van Brakell                   |                    |
| 1691              | Johan Carl van Bodeck                  |                    |
| 18e eeuw          | Pieter Schull                          |                    |
| 1696 - 1702       | Arent van den Steen                    |                    |
| 1703 -            | Johan van Welderen                     |                    |
| 1703 -            | Gerard Schull                          |                    |
| 1721,1722 en 1733 | Gerard Verkerk (Gerrardt Verkerck)     |                    |
| 1729, 1734, 1735  | Hend(e)rick van Lidth de Jeude         |                    |
| 1749 -            | Jacob Nicolaas van den Steen           |                    |
| 1749 -            | Bernhard Cock                          |                    |
| 1760 -            | Mattheus Lambartus Schull              |                    |
| 1793 -            | Willem Gerrit van Oyen                 |                    |
| 18e eeuw          | Carel Lodewijk de Pagniet              |                    |
| 1766 - 1780       | mr. Herman Dijckmeester                |                    |
| 1780 - 1792       | mr. Cornelis Philip van Lidth de Jeude |                    |

## Na 1800
| Ambtstermijn | Naam burgemeester                          | Partij of stroming | Bijzonderheden                                                      |
| ------------ | ------------------------------------------ | ------------------ | ------------------------------------------------------------------- |
| 1808 - 1853  | mr. Cornelis Christiaan van Lidth de Jeude |                    | burgemeester, 1811 maire, 1813 weer burgemeester                    |
| 1853 - 1865  | jhr. Pierre Adrien Reuchlin                |                    |                                                                     |
| 1865 - 1867  | Johannes Jerphaas Hasselman                |                    |                                                                     |
| 1867 - 1897  | Benjamin Richard Ponningh Hasselman        |                    |                                                                     |
| 1897 - 1924  | J.G.H.R. Bönhoff                           |                    |                                                                     |
| 1924 - 1936  | Mr. G.C. Schattenkerk                      |                    |                                                                     |
| 1937 - 1944  | Mr. N.F. Cambier van Nooten                | partijloos         |                                                                     |
| 1944 - 1945  | Mr. L.A.J. Beekman                         | NSB                | waarnemend, tevens waarnemend burgemeester van Wadenoijen en Zoelen |
| 1945 - 1957  | Mr. N.F. Cambier van Nooten                | partijloos         |                                                                     |
| 1957 - 1968  | Mr.dr. Andries Antonius Henricus Stolk     | PvdA               | was burgemeester van Oude Pekela, werd burgemeester van Zeist       |
| 1968 - 1973  | Dr. Gilles Willem Benjamin Borrie          | PvdA               |                                                                     |
| 1973 - 1981  | Dr. Klaas Foeke (K.F.) Broekens            | PvdA               |                                                                     |
| 1981 - 1988  | Mr. Jaap (J.J.H.) Pop                      | PvdA               |                                                                     |
| 1988 - 2002  | Drs. Ed (E.J.) van Tellingen               | PvdA               |                                                                     |
| 2003 - 2012  | Drs. Steven (S.P.M.) de Vreeze             | PvdA               |                                                                     |
| 2012 - 2024  | Ir. Hans (J.) Beenakker                    | VVD                |                                                                     |
| 2024 - 2025  | Frank (F.L.J.) van der Meijden             | CDA                |                                                                     |
| 2025 - heden | José van Egmond                            | CDA                | waarnemend                                                          |